# 로케타아볼투르노
로케타아볼투르노(이탈리아어: Rocchetta a Volturno)는 이탈리아 몰리세주 이세르니아도의 코무네다. 캄포바소로부터 서쪽 50km, 이세르니아에서 서쪽 13km 거리에 있다.